# Surbo
Surbo là một đô thị và thị xã của Ý. Đô thị này thuộc tỉnh Lecce trong vùng Apulia. Surbo có diện tích 20 km2, dân số theo ước tính năm 2005 của Viện thống kê quốc gia Ý là 13.677 người. 
Các đơn vị dân cư:
Đô thị Surbo giáp với các đô thị: